# Olli Jokinen
Olli Jokinen (* 5. prosince 1978, Kuopio, Finsko) je bývalý finský profesionální hokejista naposledy hrající severoamerickou NHL za tým St. Louis Blues. Před ohlášením konce kariéry v březnu 2017 podepsal čestnou smlouvu s týmem Florida Panthers.

## Hráčská kariéra
Draftován byl týmem Los Angeles Kings v roce 1997 v 1. kole jako č. 3 a za Los Angeles poprvé nastoupil v sezoně 1997–98. Ještě v této sezóně se ovšem vrátil do domácí soutěže do klubu IFK Helsinki. V NHL hrál dále za tým New York Islanders a od roku 2000 za Floridu Panthers kde se stal kapitánem. Před sezónou 2008-09 byl vyměněn do týmu Phoenix Coyotes a ještě v průběhu této sezóny putoval do Calgary Flames. S týmem Calgary se také poprvé v kariéře probojoval do play-off. 1. února 2010 byl vyměněn do New York Rangers. Po sezóně 2009–2010 podepsal jako volný hráč se svým staronovým týmem Calgary Flames
Na mistrovství světa hráčů do 20 let v roce 1998 pomohl doma hrajícímu finském mužstvu ke zlaté medaili. Prosadil se významně i individuálně, když třikrát skóroval ve čtvrtfinále proti Kazachstánu a v kanadském bodování turnaje byl druhý se stejným počtem bodů jako vítězný Američan Jeff Farkas.

## Hráčská kariéra - přehled
- 1993-94 KalPa U16
- 1994-95 KalPa U18, KalPa U20
- 1995-96 KalPa U18, KalPa U20, KalPa
- 1996-97 IFK Helsinky U20, IFK Helsinky
- 1997-98 IFK Helsinky, Los Angeles Kings NHL
- 1998-99 Los Angeles Kings NHL, Springfield Falcons AHL
- 1999-00 New York Islanders NHL
- 2000-01 Florida Panthers NHL
- 2001-02 Florida Panthers NHL
- 2002-03 Florida Panthers NHL
- 2003-04 Florida Panthers NHL
- 2004-05 Kloten Flyers, Södertälje SK, IFK Helsinky
- 2005-06 Florida Panthers NHL
- 2006-07 Florida Panthers NHL
- 2007-08 Florida Panthers NHL
- 2008-09 Phoenix Coyotes NHL, Calgary Flames
- 2009-10 Calgary Flames NHL, New York Rangers
- 2010-11 Calgary Flames NHL
- 2011-12 Calgary Flames NHL
- 2012-13 Winnipeg Jets NHL
- 2013-14 Winnipeg Jets NHL
- 2014-15 Nashville Predators NHL, Toronto Maple Leafs NHL, St. Louis Blues NHL